# Psyrassa meridionalis
Psyrassa meridionalis är en skalbaggsart som beskrevs av Martins 2005. Psyrassa meridionalis ingår i släktet Psyrassa och familjen långhorningar. Inga underarter finns listade i Catalogue of Life.